# Euskirchen
Euskirchen település Németországban, azon belül Észak-Rajna-Vesztfália tartományban. Lakosainak száma 60 256 fő (2023. december 31.).

## Fekvése
Bonntól kb. 25 km-re, Kölntől 35 km-re található. Euskirchen Weilerswist, Zülpich, Bad Münstereifel és Mechernich községekkel határos.

## Népesség
A település népességének változása:
| Lakosok száma | 43 558 | 56 769 | 57 715 | 57 975 | 58 754 | 59 772 | 60 256 |
|               | 1975   | 2015   | 2017   | 2019   | 2021   | 2022   | 2023   |

## Gazdaság
A 19. és 20. század fordulóján jelentős iparral rendelkezett: posztógyárral, gyapjúfonással, bőrcserzéssel, 3 gőzmalommal, sörgyártással, vasöntőkkel, szappan-, harisnya- és cukorgyártással.